# Šumberk
Šumberk este o arie protejată (arie specială de conservare — SAC, sit de importanță comunitară — SCI) din Slovenia întinsă pe o suprafață de 433,22 ha, integral pe uscat.

## Localizare
Centrul sitului Šumberk este situat la coordonatele 45°53′26″N 14°52′51″E / 45.8905°N 14.8808°E.

## Înființare
Situl Šumberk a fost declarat sit de importanță comunitară în aprilie 2004 pentru a proteja 1 specie de animale. Situl a fost protejat și ca arie specială de conservare în februarie 2012.

## Biodiversitate
Situată în ecoregiunea continentală, aria protejată conține 1 habitat natural: Păduri de fag Luzulo-Fagetum.
La baza desemnării sitului se află o specie protejată de  nevertebrate: fluturele-tigru (Callimorpha quadripunctaria).